# Quận Warrick, Indiana
Quận Warrick là một quận thuộc tiểu bang Indiana, Hoa Kỳ.
Quận này được đặt tên theo Jacob Warrick. Theo điều tra dân số của Cục điều tra dân số Hoa Kỳ năm 2000, quận có dân số 52.383 người, 60% sinh sống ở hat giữa Chandler và Newburgh. Đây là một trong 10 quận tăng trưởng nhanh nhất bang Indiana. Quận lỵ đóng ở Boonville6.

## Địa lý
Theo Cục điều tra dân số Hoa Kỳ, quận có diện tích 1012 km2, trong đó có 18 km2 là diện tích mặt nước.

### Các xa lộ chính
| Interstate 64 Interstate 69* Interstate 164 U.S. Route 231 Indiana State Road 57 Indiana State Road 61 | Indiana State Road 62 Indiana State Road 66 Indiana State Road 68 Indiana State Road 161 Indiana State Road 261 Indiana State Road 662 |

### Quận giáp ranh
- Quận Pike - bắc
- Quận Dubois - đông bắc
- Quận Spencer - đông
- Quận Daviess, Kentucky - đông nam
- Quận Henderson, Kentucky - nam và tây nam
- Quận Vanderburgh - tây
- Quận Gibson - tây bắc

### Thành phố và thị trấn
- Boonville
- Chandler
- Elberfeld
- Lynnville
- Newburgh
- Tennyson

## Thông tin nhân khẩu
Theo điều tra dân số [7] năm 2000, đã có 52.383 người, 19.438 hộ gia đình, và 15.181 gia đình sống trong quận hạt. Mật độ dân số là 136 người trên một dặm vuông (53/km ²). Có 20.546 đơn vị nhà ở mật độ trung bình là 54 trên một dặm vuông (21/km ²). Cơ cấu điểm chủng tộc của quận gồm 97,46% người da trắng, 1,00% da đen hay Mỹ gốc Phi, 0,15% người Mỹ bản xứ, 0,63% châu Á, Thái Bình Dương 0,05%, 0,16% từ các chủng tộc khác, và 0,55% từ hai hoặc nhiều chủng tộc. 0,65% dân số là người Hispanic hay Latino thuộc một chủng tộc nào. 33,2% là của Đức, 20,8% người Mỹ, 12,4% và 10,3% tiếng Anh gốc Ailen theo điều tra dân số năm 2000.
Có 19.438 hộ, trong đó 37,70% có trẻ em dưới 18 tuổi sống chung với họ, 66,90% là đôi vợ chồng sống với nhau, 8,20% có một chủ hộ nữ và không có chồng, và 21,90% là các gia đình không. 18,60% hộ gia đình đã được tạo ra từ các cá nhân và 7,50% có người sống một mình 65 tuổi hoặc lớn tuổi hơn là người. Cỡ hộ trung bình là 2,66 và cỡ gia đình trung bình là 3,03.
Trong quận độ tuổi dân số được trải ra với 26,90% dưới độ tuổi 18, 7,20% 18-24, 29,70% 25-44, 25,50% từ 45 đến 64, và 10,80% từ 65 tuổi trở lên người. Độ tuổi trung bình là 37 năm. Đối với mỗi 100 nữ có 96,60 nam giới. Đối với mỗi 100 nữ 18 tuổi trở lên, đã có 93,60 nam giới.
Thu nhập trung bình cho một hộ gia đình trong quận đạt 48.814 USD, và thu nhập trung bình cho một gia đình là 55.497 USD. Phái nam có thu nhập trung bình 40.491 USD so với 24.334 Mỹ kim của phái nữ. Thu nhập bình quân đầu người là 21.893 USD. Có 3,50% gia đình và 5,30% dân số sống dưới mức nghèo khổ, trong đó có 7,30% những người dưới 18 tuổi và 6,10% của những người 65 tuổi hoặc hơn.